# Software in the Public Interest
Software in the Public Interest, Inc. (SPI, que l'on peut traduire par « Logiciel dans l'intérêt public ») est une association à but non lucratif constituée dans le but d'aider d'autres organismes à créer et distribuer des logiciels open source ou libres, ainsi que du matériel libre. Toute personne peut en devenir membre. Un membership contributif est offert aux personnes qui participent activement à la communauté du logiciel libre.
SPI a été originellement créée pour permettre au projet Debian de recevoir des dons, elle détient notamment la marque Debian. Il lui arrive également de servir d'intermédiaire technique neutre lors de processus démocratiques, par exemple, l'organisation de référendums pour la fondation Wikimedia. 

## Projets associés
Au 15 avril 2024, SPI est associé avec 44 projets :
- 0 A.D.
- Adélie Linux
- Ankur Group (en)
- aptosid
- Arch Linux
- Arch Linux 32
- ArduPilot
- La Bataille pour Wesnoth
- Compile Farm
- Debian
- FFmpeg
- Fluxbox
- Gallery Project (en)
- Ganeti
- Gentoo Linux[5]
- GNUstep
- GNU TeXmacs
- Haskell
- LibreOffice[6]
- MinGW
- MPI Forum
- NTPsec
- ns-3
- OFTC
- Open Bioinformatics Foundation (en)
- Open MPI (en)
- Open Voting Foundation
- OpenEmbedded
- OpenSAF (en)
- OpenVAS
- OpenZFS
- PMIx
- POCO
- PostgreSQL
- Privoxy
- Rocket (en)
- SproutCore (ou ember.js)
- Swathanthra Malayalam Computing
- systemd
- The Mana World
- translatewiki.net
- Tux4Kids[7]
- Fondation X.Org
- YafaRay